# Gmina Kodër-Thumanë
Gmina Kodër-Thumanë (alb. Komuna Kodër-Thumanë) – gmina położona w środkowej części Albanii. Administracyjnie należy do okręgu Kruja w obwodzie Durrës. W 2011 roku populacja gminy wynosiła 12335, 6053 kobiet oraz 8184 mężczyzn, z czego Albańczycy stanowili 76,07% mieszkańców.
W skład gminy wchodzi dziewięć miejscowości: Borizani, Bushneshi, Derveni, Dukagjini i Ri, Gramëza, Kodër-Thumana, Miliska, Sukth-Vendasi, Thumana.